# Dusona circumcinctus
Dusona circumcinctus là một loài tò vò trong họ Ichneumonidae.